# Ammothella thetidis
Ammothella thetidis là một loài nhện biển trong họ Ammotheidae. Loài này thuộc chi Ammothella. Ammothella thetidis được miêu tả khoa học năm 1963 bởi Clark.